# L'Écrivain national
L'Écrivain national est un roman de Serge Joncour publié le 27 août 2014 aux éditions Flammarion et ayant reçu le prix des Deux Magots l'année suivante.

## Résumé
En résidence d'auteur à Donzières, une petite ville perdue du centre de la France, un écrivain de petite renommée apprend la disparition d'un vieux maraîcher. Un couple de jeunes néoruraux, Dora et Aurélik, sont soupçonnés de l'avoir assassiné. Fasciné par cet obscur fait divers mais surtout par Dora, l'écrivain décide de délaisser ses obligations pour mener l'enquête.

## Éditions
- éditions Flammarion, 2014  (ISBN 978-2081249158).